# Ariadna kisanganensis
Ariadna kisanganensis là một loài nhện trong họ Segestriidae.
Loài này thuộc chi Ariadna. Ariadna kisanganensis được Pierre L. G. Benoit miêu tả năm 1974.